# Chrysanthemumorde

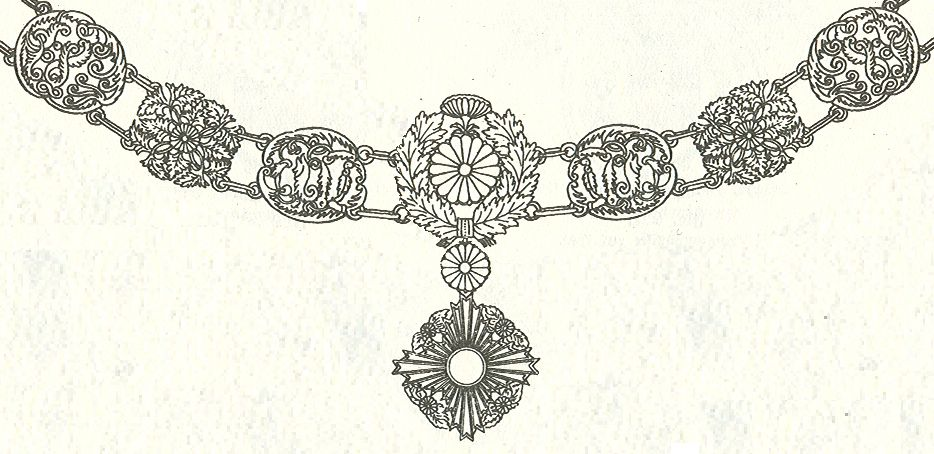
Keten

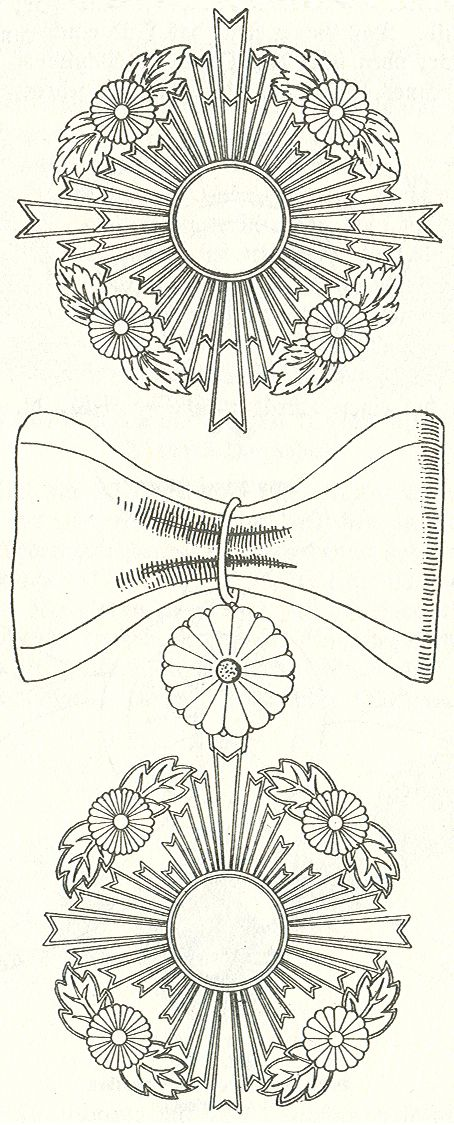
Ster en juweel van de Chrysanthemumorde

Lint van de Chrysanthemumorde.

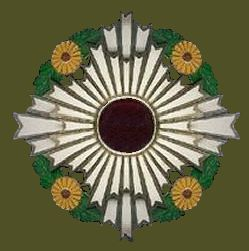
Ster en juweel van de Chrysanthemumorde

De Opperste Chrysanthemumorde (Japans: 大勲位菊花章, Daikun’i Kikkashō) en ook wel "Orde van de Asterbloem" genoemd is een Japanse Ridderorde met een enkele rang. De orde is een Bijzondere Klasse van de Orde van de Rijzende Zon
De Orde werd door Keizer Matsuhito, de Meiji-keizer, op 27 december 1877 ingesteld en dient de Japanse Japanse keizer en de Japanse regering als Huisorde en decoratie voor staatshoofden en Prinsen van regerende Huizen.
De Ordeketen wordt niet altijd samen met de Orde toegekend. De Ridders dragen het kleinood aan een breed rood lint met violette biezen over de rechterschouder. Op de borst dragen zij een ster. Het kleinood kan uiteraard ook aan de keten worden gedragen. Japan is geen christelijke natie, en de Japanse onderscheidingen zijn niet per se kruisvormig. De Chrysanthemum werd als motief gekozen omdat de bloem de traditionele "Mon" van het Keizerhuis is.
De meeste Europese vorsten zijn Ridders in deze Orde. Koning Willem-Alexander der Nederlanden en Koning Filip van België bezitten de keten van de Orde.

## De versierselen van de Opperste Chrysanthemumorde

### Het kleinood of juweel (大勲位菊花章頸飾,Daikun’i Kikkashō Keishoku)
Het kleinood is een onregelmatig gevormde vergulde zilveren schijf. Op de schijf is met email een donkerrood medaillon aangebracht. De stralen zijn wit en op de vier hoeken zijn chrysanten met groene bladeren afgebeeld. Het kleinood is bevestigd aan een verhoging in de vorm van een bloem en is met een ring aan de keten of het rozet van het grootlint bevestigd.

### De ster
De ster is een onregelmatig gevormde vergulde zilveren schijf. Op de schijf is met email een donkerrood medaillon aangebracht. De stralen zijn wit en op de vier hoeken zijn chrysanten met groene bladeren afgebeeld. De ster wordt met een gesp op de kleding bevestigd.

### De ordeketen (大勲位菊花大綬章,Daikun’i Kikka Daijushō)
De zware gouden keten is in verschillende kleuren geëmailleerd en bestaat uit de volgende schakels:
- De centrale schakel toont een chrysanthemum binnen een lauwerkrans. Daarboven is een stengel of paddenstoel aangebracht. Bloemen en paddenstoelen zijn in de Japanse symbolentaal gebruikelijke Mon.
- Schakels met gouden groen geëmailleerde palmtakken in de vorm van een Arabesk.
- Schakels in de vorm van een gouden chrysanthemumbloem met rijkelijk groen geëmailleerde bladeren.
- Gouden schakels in de vorm van een ovaal. Op de schakel is een gestileerd monogram of karakter aangebracht.

De schakels zijn om en om in groepen van drie geschakeld.